# ランドル・コリンズ
ランドル・コリンズ（Randall Collins, 1941年 - ）は、アメリカの社会学者、小説家。

## 経歴

### 学者としての経歴
1963年、ハーバード大学にて学士号を取得し、翌64年にスタンフォード大学で心理学修士、69年にはカリフォルニア大学バークレー校にて社会学博士の学位を取得した。
カリフォルニア大学在学中、国際研究所において研究助手となってから本格的な研究活動を開始し、カリフォルニア大学バークレー校およびウィスコンシン大学講師、カリフォルニア大学サンディエゴ校助教授・准教授、ヴァージニア大学教授、南カリフォルニア大学客員教授などを歴任。現在、ペンシルベニア大学教授。
コリンズが研究者として注目されるようになったのは、1971年にアメリカ社会学会の会誌に掲載された論文「教育階層における機能・葛藤の理論」によってである。その後も多数の著作・論文を公表、学会活動ならびに学術誌の編集等におけるアドヴァイザーとして活躍し、1983年にはアメリカ社会学協会の理論部門において賞を授与されている。

### 作家としての経歴
コリンズは、単に学者としてだけではなく推理小説家としても活躍する才人で、代表的な著作にはシャーロック・ホームズの外伝として描かれた『賢者の指輪事件』がある（この作品は、ホームズの友人で助手のジョン・H・ワトスン博士との共作という体裁をとっている）。

## 研究業績
コリンズは、現代の代表的な紛争理論家の一人として知られている。彼は、あらゆる人々は富・権力・威信などへのある程度の利害関心をもって行動し、自らに対する命令・支配を嫌悪し、これらを回避しようと反対闘争を繰り広げるという仮説によって社会のメカニズムを説明している。特に教育ならびに教育によって得られる資格（高度な専門性）が、富・権力・威信などの獲得のために利用されてきたという視点から、現代における「資格社会」という階層（階級）社会を論じた。
さらに、社会が常識または合理性を基礎として成り立っているとする一般の通念に対して疑問を投げかけ、実際の社会は非合理性に支配されており、常識的な視点からは解明できないことが数多くあることをも指摘している。コリンズは、このような非合理的なメカニズムの追究を社会学における中心的な課題としている。
近年では2005年5月に早稲田大学で講演を行い、情報化の進展に伴って肥大化した近代官僚制がより広く社会に浸透していくという超官僚制化という概念を提起している。
また、この他にも他学者との共同研究を通じて社会学理論・学説史・家族社会学・ジェンダー論等の多岐にわたる分野で数多くの研究業績を残している。特にマックス・ヴェーバー、エミール・デュルケムを中心に、20世紀社会学の理論的傾向についての研究を主要なテーマとしている。

## 主著・論文

### 単著
- 『紛争社会学』、Conflict Sociology―Toward an Explanatory Science (1975)
- 『資格社会―教育と階層の歴史社会学』、Credential Society―A Historical Sociology of Education and Stratification (1979)
- 『20世紀半ば以降の社会学―理論的集積の試み』、Sociology Since Mid-Century: Essay in Theory Cumulation (1982)
- 『脱常識の社会学―社会の読み方入門』、Sociological Insight―An Introduction to Nonobvious Socioligy (1982)
- 『儀礼的連鎖の相互作用』、Interaction Ritual Chains (2004)

### 共著
- 『社会の発見』（ミッチェル・マコウスキーとの共著）、The Discovery of Society (1984)
- 『結婚と家族の社会学―ジェンダー、愛そして所有』（スコット・コルトレーンとの共著）、Sociology of Marriage and the Family: Gender, Love, and Property (1985)
- 『エスノメソドロジーの古典的源流』（リチャード・A・ヒルバートとの共著）、The Classical Roots of Ethnomethodology (2001)

### 編著
- 『4つの社会学的伝統―精選読本』、Four Sociological Traditions― Selected Readings (1994)[6]